# Castell del Buonconsiglio
El Castell del Buonconsiglio (en italià: Castello del Buonconsiglio) també conegut com el Castell de Trento és un castell situat en el centre de la ciutat italiana de Trento, al Trentino - Alto Adige. Actualment està reconvertit com a museu històric.

## Història

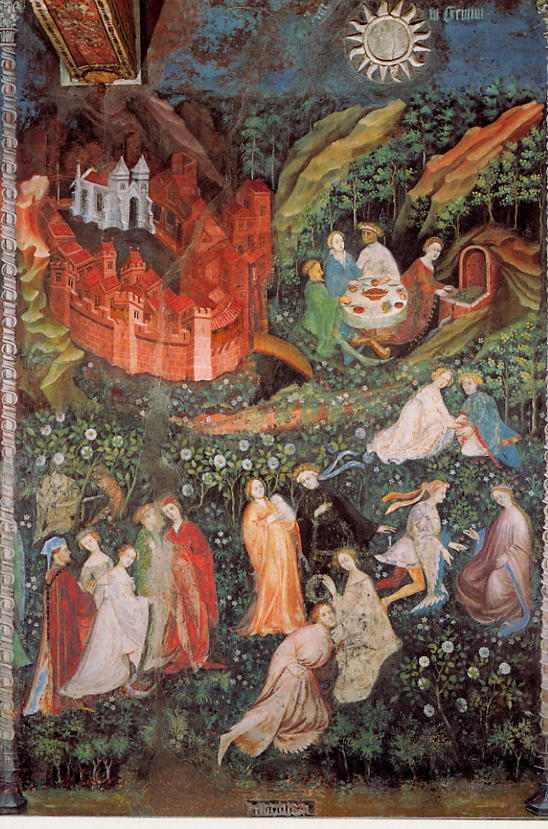
Cicle dei Mesi. Aquest representa el mes de maig.

Va ser la residència dels prínceps-bisbes. Té un nucli originari del segle xiii i unida a ell es troba la Torre Grand. Va ser recondicionat el 1475 amb formes gòtiques venecianes. També es troben les cel·les de soldats que van lluitar per Itàlia en la Primera guerra mundial i van ser afusellats al fossat del castell. Destaquen en la torre de l'àguila els frescs titulats Dotze Mesos d'estil gòtic internacional del segle xv.
Segons la llegenda, estava connectat per un túnel secret amb la catedral de la ciutat, que permetia als prínceps-bisbes moure's entre ells sense veure's.
L'any 2015 es van concedir per primera vegada els drets per filmar a l'interior del castell, per al videoclip de Sebastiano Serafini pel seu senzill "Akane".

## Museu

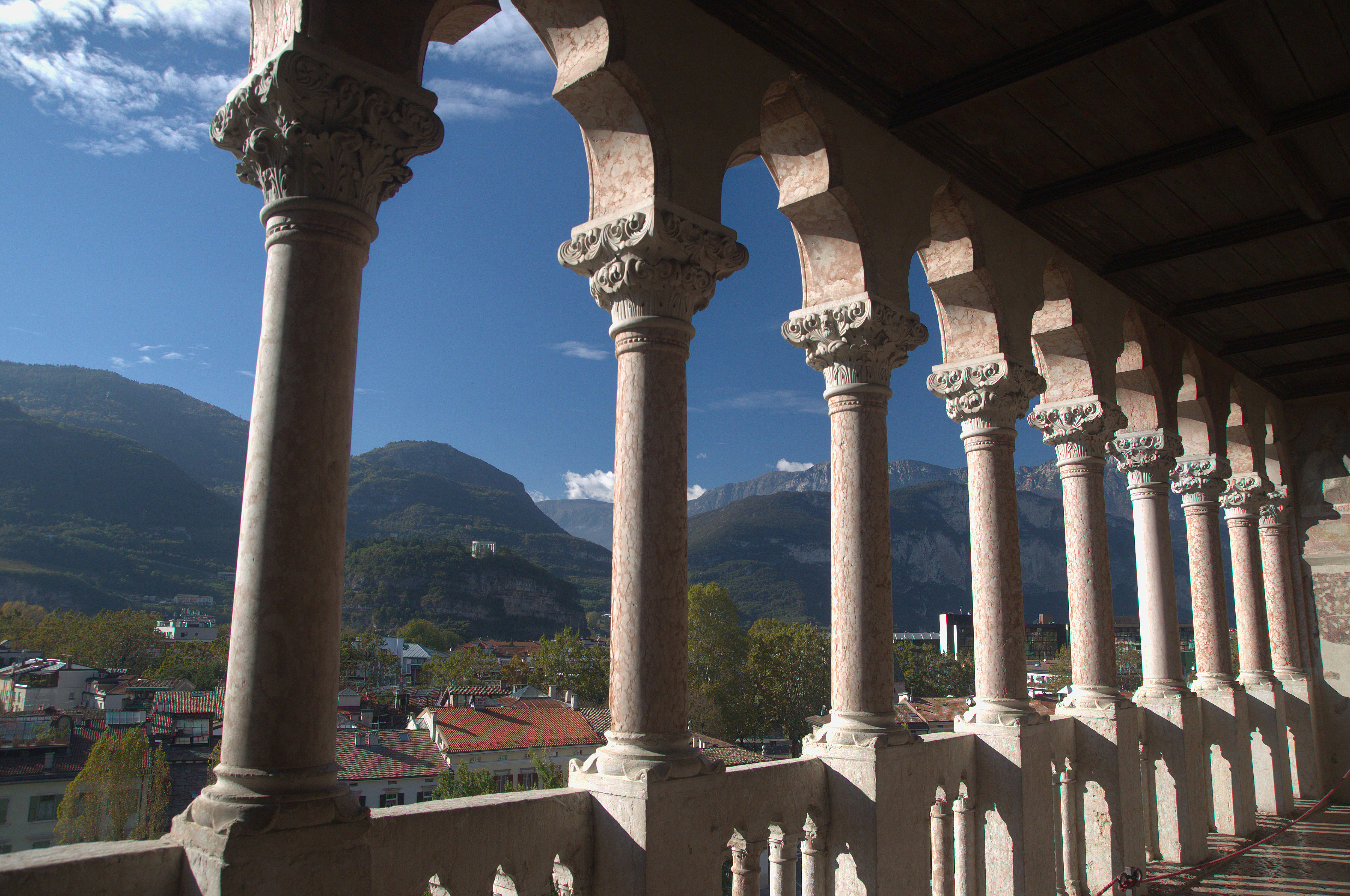
Loggia

Actualment és un museu que compta amb material arqueològic, artístic -pintures, monedes, còdexs, estàtues, objectes sagrats-, i etnològics.
Destaca sobre manera els frescs en la paret anomenats Cicle dei Mesi, cadascun d'ells dedicats a un mes de l'any -encara que falta el del mes de març, que es va perdre durant un incendi-.